# Полиформа
Полифо́рма — плоская или пространственная геометрическая фигура, образованная путём соединения одинаковых ячеек — многоугольников или многогранников. Обычно ячейка представляет собой выпуклый многоугольник, способный замостить плоскость — например, квадрат или правильный треугольник. Некоторые виды полиформ имеют свои названия; например, полиформа, состоящая из равносторонних треугольников — полиамонд.
Первыми полиформами, использованными в занимательной математике, стали полимино — связные фигуры, состоящие из клеток бесконечной шахматной доски. Название «полимино» было придумано Соломоном Голомбом в 1953 году и популяризировано Мартином Гарднером.
Полиформа, состоящая из n ячеек, может обозначаться как n-форма. Для указания числа ячеек в фигуре используются стандартные греческие и латинские приставки моно-, до-, три-, тетра-, пента-, гекса- и т. д.

## Правила соединения
Правила соединения ячеек могут быть различными и должны быть указаны в конкретном случае. Обычно принимаются следующие правила:
- Ячейки полиформы не должны перекрываться.
- Две соседние многоугольные (многогранные) ячейки должны иметь общее ребро (для трёхмерных полиформ - общую грань).
  - Если допустить, что соседние ячейки могут иметь лишь общий угол (на плоскости) или общие ребро или вершину (в пространстве), то полиформа называется псевдополиформой (англ. pseudopolyform, pseudo-n-form)[7].
  - Полиформа, состоящая из произвольных не обязательно связанных между собой ячеек на плоскости или в пространстве, называется квазиполиформой (англ. quasipolyform, quasi-n-form)[7].

## Симметрии
В зависимости от того, разрешены ли вращения и зеркальные отражения, различаются следующие типы полиформ:
- свободная (англ. free) или двусторонняя (англ. two-sided) полиформа — фигура, которую разрешено вращать и зеркально отображать;
- односторонняя (англ. one-sided) полиформа — плоская фигура, которую разрешено только вращать в плоскости, но нельзя переворачивать;
- фиксированная (англ. fixed) полиформа — фигура, которую не разрешено ни зеркально отображать, ни вращать.

## Виды и применение полиформ
Полиформы могут использоваться в играх, головоломках, моделях. Одной из основных комбинаторных проблем, связанной с полиформами, является перечисление полиформ заданного вида. Другой задачей является укладка фигур из заданного набора (часто это всевозможные полиформы определённого вида, например, 12 пентамино) в заданную область (в случае пентамино это может быть прямоугольник 6×10).
Среди популярных головоломок и игр, основанных на полиформах — пентамино, кубики сома, тетрис, некоторые варианты судоку.
| Форма ячейки (моноформа) | Форма ячейки (моноформа)            | Связность фигуры                                    | Полиформа                                      |
| ------------------------ | ----------------------------------- | --------------------------------------------------- | ---------------------------------------------- |
|                          | квадрат                             | сторона                                             | полимино (англ. polyomino)[7][11]              |
| сторона, угол            | квадрат                             | псевдополимино[7][12] полиплет (англ. polyplet)[13] |                                                |
|                          | правильный треугольник              | сторона                                             | полиамонд (англ. polyiamond, polyamond)[7][14] |
|                          | правильный шестиугольник            | сторона                                             | полигекс (англ. polyhex)[7][15]                |
|                          | куб                                 | грань                                               | поликуб (англ. polycube)[7][16]                |
|                          | треугольник 45-45-90                | сторона                                             | полиаболо (англ. polyabolo)[17]                |
|                          | треугольник 30-60-90                | сторона                                             | полидрафтер[англ.] (англ. polydrafter)[18]     |
|                          | квадрат (в трёхмерном пространстве) | ребро (90°, 180°)                                   | полиминоид (англ. polyominoid)                 |
|                          | ромбододекаэдр                      | грань                                               | полирон (англ. polyrhon)[1][2]                 |
|                          | отрезок                             | конец (90°, 180°)                                   | полистик[англ.] (англ. polystick)[19]          |

## Полиформы на гиперболических паркетах
На евклидовой плоскости существует лишь три правильных паркета — квадратный паркет, треугольный паркет и шестиугольный паркет. На этих трёх паркетах размещаются три наиболее «популярных» типа полиформ — полимино, полиамонды и полигексы соответственно.
На гиперболической плоскости существует бесконечное множество правильных паркетов, каждому из которых соответствует по меньшей мере один тип полиформ. На паркетах, в каждой вершине которых сходятся три многоугольника, существует один тип полиформ — объединения многоугольников, соединённых сторонами. На паркетах с четырьмя и более многоугольниками, сходящимися в вершине, можно рассматривать также аналоги псевдополимино — фигуры, образующиеся при соединении вершин многоугольников.
Сведения о количестве «гиперболических» полиформ и составлении из них фигур немногочисленны. Так, на квадратном паркете порядка 5 существует 1 мономино, 1 домино, 2 тримино (они совпадают с «евклидовыми» мономино, домино и тримино), 5 тетрамино. На правильном семиугольном паркете порядка 3 существует 10 тетрагептов — фигур, состоящих из четырёх связанных семиугольников, причём 7 из этих 10 тетрагептов можно уложить на евклидовой плоскости без перекрытия семиугольников.